# Oostenrijk van A tot Z

Locatie van Oostenrijk

## A
Abdij van Melk -
Abigor (band) -
Academie van beeldende kunsten in Wenen -
Acherkogel -
Alfa-Gnom -
Agon (motorfietsen) -
Hohe Aifner Spitze -
Air Alps Aviation -
Alko (motorfiets) -
Andreas Giglmayr - 
Anton Cajetan Adlgasser -
Johann Albrechtsberger -
Alemannisch -
Almdudler -
Ambergtunnel -
Ankogel -
Arlberg -
Arlberg Straßentunnel -
Arlbergspoortunnel -
Große Arnspitze -
Ars Electronica - 
ASFinAG -
Austria 9 -
Austria (motorfiets, Wenen) -
Austria Television -
Austria (Trautmannsdorf) -
Austria-Alpha -
Austrian -
Austrian Arrows -
Austro-Daimler -
Austro-ILO -
Austro-Motorette -
Austro-Omega -
Austromarxisme -
Austroslavisme -
Axamer Lizum

## B
Eduard Baar-Baarenfels -
Bad Kleinkirchheim -
Bálint Bakfark -
Bartisch -
Josquin Baston -
Felix Baumgartner - 
Michael Baur - 
Beiers -
Belphegor -
Ralph Benatzky -
Alban Berg -
Bergisel -
Großer Bettelwurf -
Kleiner Bettelwurf -
Heinrich Ignaz Franz Biber -
Bielerhöhe - 
Birkkarspitze -
Birnhorn -
Bison (motorfiets) -
Bitter (automerk) -
Heinrich Ignaz Franz Biber -
Blaufränkisch -
Bliggspitze -
Bloße -
Bludenz (district) - 
Karl Böhm -
Bondskanselier (Oostenrijk) -
Bondspresident (Oostenrijk) -
Bondsraad (Oostenrijk) -
Willi Boskovsky -
Brandberger Kolm -
Vordere Brandjochspitze -
Brandnertal -
Jan Brandts Buys -
Braunarlspitze -
Brechhorn -
Brechkogel -
Bree (motorfiets) -
Bregenz (district) - 
Bregenz (stad) - 
Bregenzer Festspiele -
Bregenzerwald -
Breitgrieskarspitze -
Arnold von Bruck -
Anton Bruckner -
Blue Danube -
Der Blutharsch -
Bock & Hollender -
Bodenmeer -
Bombardier (motorfiets) -
Timna Brauer -
Marty Brem -
Brixen im Thale -
Hinterer Brochkogel -
Vorderer Brochkogel -
Gerhard Bronner -
Bruckner Orchester Linz -
Horst Brummeier - 
Brunnenkarkopf -
Hinterer Brunnenkogel (Ötztaler Alpen) -
Vorderer Brunnenkogel (Ötztaler Alpen) -
Max Bulla - 
Bundesamt für Eich- und Vermessungswesen -
Bundesbahnen Österreich -
Burcht Bernegg (Oostenrijk) -
Burcht Vilsegg -
Burgtheater

## C
Friedrich Cerha -
Franz Cibulka -
Cless & Plessing -
Colibri (Wenen) -
Collectie Kunstmatige Talen & Esperantomuseum -
Coop Himmelb(l)au -
Carl Czerny

## D
Dachsteinmassief -
Dahmannspitze -
Dawinkopf -
Defensie van Oostenrijk -
Delta-Gnom -
Demeljoch -
Max Deutsch -
Deutscher und Österreichischer Alpenverein -
Deutschösterreich, du herrliches Land -
Thomas Diethart - 
Karl Ditters von Dittersdorf -
DJ Ötzi -
Hohe Dock -
Dom van Salzburg -
Donaupark - 
Donauturm - 
Franz Doppler -
Karl Doppler -
Dornbirn (district) - 
Draagvolgorde van de Oostenrijkse onderscheidingen -
Dietmar Drabek -
Oliver Drachta -
Dreiländerspitze -
Dremelspitze -
DSH -
Duits -
Duitse Orde -
Antonín Dvořák

## E
Egg (berg) -
Ehrenpreis -
Ehrichspitze -
Ehrwalder Sonnenspitze -
Markus Eibegger - 
Gottfried von Einem -
Eisenspitze -
Eiskastenspitze -
Hanns Eisler -
René Eisner -
Elferspitze -
Elisabeth-orde -
Elisabeth-Theresia-orde -
Ellmauer Halt -
EM (motorfietsmerk) -
EM-Stadion Wals-Siezenheim -
Ereteken van Verdienste voor de Republiek Oostenrijk -
Ernst Happelstadion -
Err-Zett -
Erste Donau-Dampfschiffahrts-Gesellschaft -
Harald Ertl - 
Europa Sportregion -
Europabrücke

## F
Falco (zanger) -
Leo Fall -
Die Fälscher -
FAR (motorfiets) -
Felbertauerntunnel -
Franz Michael Felder -
Ferdinand Feldhofer -
Feldkirch (district) - 
Feldkirch (stad) -
Feldkögele -
Keizer Ferdinand III -
Linker Fernerkogel -
Rechter Fernerkogel -
Manuel Fettner - 
Feuerspitze -
Herbert Feurer -
Emil Fey -
Fieberbrunn -
Heinrich Finck -
Fineilspitze -
Finstertaler Schartenkopf -
Firmisanschneide -
Hans Fischböck -
Flakturm -
Fleckalmbahn -
Fleischbank (Kaisergebergte) -
Fleischbank (Karwendelgebergte) -
Flirsch - 
Jacobus Florii -
Fluchthorn -
Fluchtkogel -
Flughafen Klagenfurt - 
Force (motorfiets) -
Hubert Forstinger - 
Thomas Forstner -
Clemens Fankhauser - 
Frans Jozef-Orde -
Franz-Horr-Stadion -
Franzensburg -
Frau Hitt -
Freispitze -
Petra Frey -
Freyler -
Ferenc Fricsay -
Fuchs (Hallein) -
Julius Fučík -
Fundusfeiler -
Furgler -
Johann Joseph Fux -

## G
Gaiskogel (Zuidelijke Sellrainer Bergen, 2820 meter) -
Gaislachkogel -
Galtjoch -
Galtür -
Galzig -
Gamsjoch -
Gamskogel -
Gandalf (muzikant) -
Jo Gartner - 
Gasometer -
Gatschkopf -
Gazda -
Hohe Geige -
Geografie van Oostenrijk -
Gepatschspeicher - 
Ronald Gërçaliu - 
Gerhard Hanappi-Stadion -
Geschiedenis van Oostenrijk -
Geschiedenis van Vorarlberg -
Miep Gies -
Gigant (motorfiets) -
Gleirscher Fernerkogel -
Global Kryner -
Glock -
Glockenkarkopf -
Glockhaus (Ötztaler Alpen) -
Glockturm -
Gloriette -
Glungezer -
Andreas Goldberger - 
Karl Goldmark -
Golo (motorfiets) -
gotv -
Grabkogel -
Gräf & Stift -
Graz -
Grenztunnel Füssen -
Breiter Grießkogel -
Michael Gregoritsch - 
Gerhard Grobelnik -
Großer Galtenberg -
Großer Möseler -
Großglockner -
Großglockner Hochalpenstraße -
Großvenediger -
Großwalsertal -
Grubenkarspitze (Karwendelgebergte) -
Grubenkarspitze (Ötztaler Alpen) -
Franz Gruber -
Grubigstein -
Gsallkopf -
Gueser Kopf -
Guffert -
Hintere Guslarspitze -
Mittlere Guslarspitze -
Vordere Guslarspitze -
Gymnaestrada -

## H
Georg Friedrich Haas -
Haas-Haus -
Habicht -
Hafelekarspitze -
Haflinger (auto) -
Hahnenkamm (Ötztaler Alpen) -
Hahnenkammafdaling -
Hai -
Jörg Haider -
Dési von Halban -
Gerhard Hanappi -
Alexander Harkam - 
Harlette, Harlette-Géco -
Nikolaus Harnoncourt -
Paul Haslinger -
Hans Hass - 
Joseph Haydn -
Michael Haydn -
Florian Hecker -
Claudia Heill -
Heiterwand -
Josef Hickersberger -
Johann Lukas von Hildebrandt -
Hintere Hintereisspitze -
Mittlere Hintereisspitze -
Vordere Hintereisspitze -
Hintergraslspitzen -
Adolf Hitler -
HMW (Hallein) -
Hochalmspitze -
Hochfeiler -
Hochglück -
Hochiss -
Hochkönig -
Hochkönigs Winterreich -
Hochnissl -
Hochreichkopf -
Hochvernaglwand -
Hochvernagtspitze -
Hochvernagtwand -
Hochvogel -
Hochwanner -
Hochwilde -
Hochzeiger -
Hofburg -
Josef Hoffmann -
Hogeschool Vorarlberg -
Hohe Salve -
Hans Hollein -
Ignaz Holzbauer -
Holzberg (Ötztaler Alpen) -
Holzgauer Wetterspitze -
Hoogalemannisch -
Peter Horton -
Hospitaalorde van Sint-Joris in Karinthië -
Hotel Sacher -
Huis voor de Verantwoordelijkheid -
Johann Nepomuk Hummel -
Friedensreich Hundertwasser -
Hypo-Arena -
Hypo-Meeting

## I
Im Hinteren Eis -
Imst (stad) - 
Imsterberg - 
Imster Muttekopf -
Innere Stadt (Wenen) -
Innervillgraten - 
Innsat.TV -
InterSky -
Inzing - 
IQ-Diskont -
Irzwände -
Heinrich Isaac -
Ischgl - 
Iselsberg-Stronach - 
ISO 3166-2:AT -
Itter (Oostenrijk)

## J
Eva Janko - 
Marc Janko -
Jenbach -
Jerzens -  
Jochberg (Tirol) -  
Jöchlspitze -
JoWooD Productions -
Keizer Jozef I -
Hans Judenkönig -
Udo Jürgens -
Jungholz - 
Gernot Jurtin

## K
K2 (Alpen) -
Kaascultuur in Vorarlberg -
Kabeltreinramp in Kaprun -
Kabinet-Clam-Martinic -
Kabinet-Faymann -
Kabinet-Gusenbauer -
Kabinet-Hussarek -
Kabinet-Lammasch -
Kabinet-Schüssel I -
Kabinet-Schüssel II -
Kabinet-Seidler -
Kabinetten-Renner -
Kaiserhymne -
Kalkkögel -
Kaltwasserkarspitze -
Gerhard Kapl -
Kaprun -
Kapuzinergruft -
Herbert von Karajan -
Karawankentunnel (autoweg) -
Karawankentunnel (spoorbaan) -
Keizer Karel VI -
Erster Karkopf -
Hoher Karkopf -
Mitter Karkopf -
Weiter Karkopf -
Karleskogel -
Karleskopf (Ötztaler Alpen) -
Karlesspitze -
Vordere Karlesspitze (Stubaier Alpen) -
Hintere Karlesspitze (Ötztaler Alpen) -
Vordere Karlesspitze (Ötztaler Alpen) -
Karlskirche -
Östliche Karwendelspitze -
Westliche Karwendelspitze -
Kasteel Liechtenstein -
Kauba -
Keizerlijk-Koninklijk Oostenrijks-Hongaars Ereteken voor Kunst en Wetenschap -
Wilhelm Keller -
Kerk van Onze-Lieve-Vrouw van Maria Saal -
Kesselwandspitze -
Wilhelm Kienzl -
Kirchberg in Tirol - 
Kitzbühel (stad) -
Kitzbüheler Horn -
Kitzmörder -
Kitzsteinhorn -
Klagenfurt - 
Klausen (Oostenrijk) -
Erich Kleiber -
Tanja Klein -
Kleine Hongaarse Laagvlakte -
Kleinwalsertal -
Klostertaler -
Karl Kodat -
Friedrich Koncilia -
Erich Korngold -
Kössen -
Kosty -
Krammer (motorfiets) -
Bernd Krauss - 
Clemens Krauss -
Fritz Kreisler -
Ernst Křenek -
Kreuzjoch -
Kreuzjochspitze (Ötztaler Alpen) -
Kreuzspitze (Ötztaler Alpen) -
Kriminalpolizei -
Krimmler Wasserfälle -
Josef Krips -
Kröndlhorn -
Großer Krottenkopf -
Kruder & Dorfmeister -
Kruis van Verdienste voor Militaire Geestelijken -
KTM -
KTM 85 SX -
KTM X-Bow -
Kufstein (district) -
Kufstein (stad) -  
Kuhkopf -
Kunsthalle Wien -
Kunsthistorisches Museum Wien

## L
Großer Lafatscher -
Kleiner Lafatscher -
Johann Lafer -
LAG (motorfietsmerk) -
Laliderer Spitze -
L’âme Immortelle -
Lamsenspitze -
Lanco (motorfiets) -
Land der Berge, Land am Strome -
Landecker Tunnel -
Landesdienstflagge -
Landeshauptmann -
Bernard Lang -
Langtauferer Spitze -
Joseph Lanner -
Erasmus Lapicida -
Larchetkarspitze -
Larstigspitze -
Lauda Air -
Lech am Arlberg -
Harald Lechner - 
Hans Ledwinka -
Franz Lehár -
Leogang -
Keizer Leopold I -
Leopold Museum -
Leopoldsorde (Oostenrijk) -
Lermooser Tunnel -
Erich Linemayr -
György Ligeti -
Lijst van bekende Oostenrijkers -
Lijst van musea in Oostenrijk -
Lijst van ministers-presidenten van Oostenrijk -
Lijst van nationale parken in Oostenrijk - 
Lijst van ridderorden in Oostenrijk -
Lijst van televisiekanalen in Oostenrijk -
Lijst van vlaggen van Oostenrijk -
Lijst van vlaggen van Oostenrijkse deelgebieden -
Lijst van vlinders in Oostenrijk -
Klaus Lindenberger -
Ella Lingens -
Linser -
Linz - 
Lisenser Fernerkogel -
Lisenser Spitze -
Lohner -
Lohuer -
Adolf Loos -
Jakob Lorber -
Loreakopf -
Luchthaven Graz -
Luchthaven Innsbruck -
Luchthaven Klagenfurt -
Luchthaven Linz -
Luchthaven Wenen -
Luibiskogel -
Lünersee - 
Luttenberger*Klug -
Lux (motorfiets) -
Gary Lux

## M
Alma Mahler-Werfel -
Gustav Mahler -
Maierl (lift) -
Marathon van Wenen - 
Monika Martin -
Anton Mauerhofer jr. -
Mayerling -
Christian Mayrleb - 
Marianne Mendt -
Mauthausen (concentratiekamp) -
Mauthausen (gemeente) -
Medizinische Universität Innsbruck - 
Mess (band) -
Messner (motorfiets) -
Meter über Adria -
Mezo -
Midden-Beiers -
Milestones -
Militaire Teken van Verdienste -
Millennium Tower (Wenen) -
Karl Millöcker -
Minimundus -
Léon Minkus -
Minorietenkerk -
Mittagskogel (Karinthië) -
Wolfgang Mitterer -
Alois Mock -
Philippus de Monte -
Monte Coglians -
Monthlery -
Moser (Mattighofen) -
Mostbröckle -
Franz Xaver Wolfgang Mozart -
Leopold Mozart -
Maria Anna Mozart -
Wolfgang Amadeus Mozart -
MPreis -
MT (Wenen) -
Gregor Mühlberger - 
Müller (Wenen) -
Museum Moderner Kunst Stiftung Ludwig Wien -
MuseumsQuartier -
Musikantenstadl -
Die Mute

## N
Nagelfluhkette - 
Nationale Raad -
Neusiedler Meer -
Richard Neutra -
Olga Neuwirth -
Niesner -
Nieuwe Dom van Linz -
Niki (luchtvaartmaatschappij) -
Normalnull -
Nous nous sommes tant haïs -
Nova Rock

## O
ÖAF -
Oaf -
Erich Obermayer -
Opel & Beschlag -
Joseph Maria Olbrich -
OMV -
Oostenrijk -
Oostenrijk en het Eurovisiesongfestival -
Oostenrijkers -
Oostenrijkse euromunten -
Oostenrijkse Herdenkingsdienst -
Oostenrijkse keuken -
Oostenrijkse kroon -
Oostenrijkse schilling -
Opus (band) -
Orde van de Adelaar (Duitsland) -
Orde van de Christelijke Militie -
Orde van de Discipline en de Witte Adelaar -
Orde van de Heilige Joris -
Orde van de Heilige Joris in Kärnten -
Orde van de Heilige Jozef -
Orde van de Heilige Ruppert -
Orde van de Heilige Stefanus -
Orde van de IJzeren Kroon (Oostenrijk) -
Orde van de Matigheid en de Heilige Christoffel -
Orde van de Naastenliefde -
Orde van de Slavinnen van de Deugd -
Orde van het Gulden Vlies -
Orde van het Kruis met de Rode Ster -
Orde van het Sterrenkruis -
Orde van Maria Theresia -
Orde van Tusin -
Orde van de Vlecht -
ORF -
Manuel Ortega -
Ortsgemeinde -
Österreichische Bundesbahnen -
Österreichische Galerie Belvedere -
Österreichischer Alpenverein -
Österreichisches Museum für Volkskunde -
Overheid van Oostenrijk

## P
Peter Pacult - 
Ludwig Paischer -
Paleis Mollard-Clary -
Eric Papilaya -
Paqué -
Pengelstein (lift) -
Perpedes -
Persch -
Pettneu am Arlberg -
Pfänder -
Pfändertunnel -
Piefke -
Walter Pichler -
Pinzgauer (auto) -
Pipelife -
Piz Buin -
Plasser & Theurer -
Konrad Plautz -
Ignaz Pleyel -
Plöckenstein -
Alf Poier -
Pontlatzer Brücke -
Ferdinand Porsche -
Jakob Prandtauer -
Prater -
Premiere Austria -
Puch -
Puch Zip -
Janez Puh -
Puls 4

## Q
Freddy Quinn

## R
Raiffeisen -
Gal Rasché -
Rätikon -
Rattenberg (Tirol) - 
Hanns Albin Rauter -
Red Bull (drank) -
Red Monkeys -
Reform (motorfiets) -
Regering-Aartshertog Reinier -
Regering-Belcredi -
Regering-Buol -
Regering-Kolowrat -
Regering-Pillersdorf -
Regering-Rechberg -
Regering-Schwarzenberg -
Regering-Wessenberg -
Regeringsformatie Oostenrijk 2008 -
Franz Reimspiess -
Pepi Reiter - 
Großer Rettenstein -
Kleiner Rettenstein -
Emil Nikolaus von Rezniček -
Hans Richter -
Ridderlijke Jachtorde van Sint-Hubertus -
Rijksraad van Oostenrijk -
Rijndelta (Bodenmeer) -
Rimini Project -
Ringtheater -
Ringtheaterbrand -
Robin Hood Aviation -
ROCO Modelleisenbahn GmbH -
Roggspitze -
Rolly -
Roppener Tunnel -
Semino Rossi -
Rotax -
Rote Wand -
The Rounder Girls -
RWC

## S
Saalbach-Hinterglemm -
Sachertorte -
Stefan Sagmeister -
Salzburg (stad) -
Salzburger Sportwelt -
Salzburgse emigranten -
Sankt Anton am Arlberg -
Sankt Paul im Lavanttal -
Gustave Satter -
Walter Schachner -
Schattberg -
Scheibert -
Schesaplana -
Wilfried Scheutz -
Heinrich Schiff - 
Emanuel Schikaneder -
Theodor Franz Schild -
Schladming -
Schloss Hellbrunn -
Schloss Schönbrunn -
Schmetterlinge (band) -
Hans Schmid -
Karl Schmidinger -
Franz Schmidt -
Schmittenhöhe -
Helmut Schmitzberger -
Schneebergbahn -
Peter Schneeberger -
Hans Schneider (componist) -
Hans Schneider (Wenen) -
Schnitzel -
Arnold Schönberg -
Karl Schönfeldinger -
Max Schönherr -
Robert Schörgenhofer -
Johann Schrammel -
Franz Schreker -
Rudolf Schrumpf -
Franz Schubert -
Schubertiade -
Edmund Schücker -
Ignaz Schuppanzigh -
Manfred Schüttengruber -
Manuel Schüttengruber -
Karl Schwanzer -
Walter Schwanzer -
Otto M. Schwarz -
Äußere Schwarze Schneid -
Innere Schwarze Schneid -
Schwarzenbergkanaal -
Sepp Schwindhackl -
Secessionsgebouw -
Josef Seidl -
Sigismund Seidl -
Peter Seisenbacher - 
Semmeringspoorlijn -
Ignaz von Seyfried -
Arthur Seyss-Inquart -
SheSays -
Martin Sieghart -
Signum Laudis -
Karl Silberbauer -
Silvretta - 
Silvrettapas - 
Silvrettastraße - 
Sissi (film) -
Sissi - Die junge Kaiserin -
Sissi - Schicksalsjahre einer Kaiserin -
Sissi-trilogie -
Anton Siuschegg -
Ski Arlberg -
Skigebied Kitzbühel -
Ski Zillertal 3000 -
Walter Skolaude -
František Škroup -
Skyspace Lech-
Slot Belvedere -
Sloveens -
Smart (Wiener Neustadt) -
Smartline -
Christiane Soeder - 
Sölden (Ötztal) -
Anton Othmar Sollfelner -
Siegfried Somma -
Christoph Soukup - 
Wolfgang Sowa -
Linda Spa -
Speicher Finstertal - 
Speicher Längental - 
Spielberghorn -
Spieleckkogel -
Josef Spirk -
Spoorlijnen op de Werelderfgoedlijst - Oostenrijk -
Adolf Gustav Springer -
Springtime (band) -
St. Johann in Tirol -
Staatsraad (Oostenrijk) -
Stadtwerke -
Robert Starer -
Ernst Rüdiger Starhemberg -
Wilhelm Anton Stärk -
Starkenberger -
Johannes Maria Staud -
Johann Stegfellner -
Max Steiner -
Rudolf Steiner -
Wolfgang Steinmayr - 
Konrad Stekl -
Simone Stelzer -
Stephansbrücke -
Stephansdom (Wenen) -
Michael Stern -
Manfred Sternberger -
Steyr (tractormerk) -
Steyr-Daimler-Puch -
Hans Stilp -
Hans Stilp jr. -
Peter Stöger - 
Robert Stolz -
Oscar Straus -
Eduard Strauss -
Johann Strauss jr. -
Johann Strauss sr. -
Josef Strauss -
Josef Strebinger -
Josef Striczl -
Otto Strobl -
Stubaier Gletscher -
Stuben (Arlberg) -
Christina Stürmer -
Styrian Spirit -
Styria -
Bruno Sulzbacher -
Reinhard Summerer -
Summoning -
Armin Suppan -
Franz von Suppé -
Franz Xaver Süszmayr -
Swarovski - 
Hans Swoboda

## T
Tafelspitz -
Jenő Takács -
Sepp Tanzer -
Willibald Tatzer -
Richard Tauber -
Tauernspoortunnel -
Tauerntunnel -
Taxi Orange -
Technische Universiteit Wenen -
Technisches Museum Wien -  
Karl von Thann -
Moritz von Thann -
Theaterpraktijk in de Nieuwste Tijd (Duitse en Oostenrijkse) -
Dominic Thiem - 
Franz Thomasser -
Tie Break -
Tiergarten Schönbrunn -
Tirol tv -
Tiroler Volkskunstmuseum -
Titan (Puntigam bei Graz) -
Tivoli Neu -
Ernst Toch -
Wilhelm Tomaschek -
Franz Totzauer -
Gerhard Track -
Georg von Trapp -
Maria von Trapp -
Werner von Trapp -
Transhumance in de Alpen -
Trisannabrug -
Tschirganttunnel -
TW1 -
Tweeduizendjarige linde van Neuhof - 
Tyrol Air Ambulance

## U
Universität Mozarteum Salzburg -
Universität für Musik und darstellende Kunst Wien -
Universiteit van Klagenfurt - 
Universiteit van Graz - 
Universiteit van Innsbruck - 
Universiteit van Wenen - 
Universiteitsbibliotheek Graz -
Ernst Ludwig Uray -

## V
Jacobus Vaet -
Valluga -
Franz Viehböck - 
Vlag van Burgenland -
Vlag van Karinthië -
Vlag van Neder-Oostenrijk -
Vlag van Oostenrijk -
Vlag van Oostenrijk-Hongarije -
Vlag van Opper-Oostenrijk -
Vlag van Salzburg -
Vlag van Stiermarken -
Vlag van Tirol -
Vlag van Vorarlberg -
Vlag van Wenen -
Adolf Vančura -
Walter Vaterl -
Die verbannten Kinder Evas -
Verkiezingen, parlement 2002 -
Verkiezingen, parlement 2006 -
Verkiezingen, parlement 2008 -
Verkiezingen, president 2004 -
Vervoer in Oostenrijk -
Vicekanselier (Oostenrijk) -
Daniel-André Vitek -
Vorarlberg -
Vorarlbergs -

## W
W&W -
Joseph Franz Wagner -
Otto Wagner -
Eduard Wagnes -
Walulisobrug -
Wapen van Oostenrijk -
Waterloo & Robinson -
Wattens - 
Hans Weber -
Anton Webern -
Weens stadspark - 
Weens Wiesenthalinstituut voor Holocauststudies - 
Tony Wegas -
Markus Weissenberger - 
Welcome Air -
Egon Wellesz -
Kurt Welzl -
Werner-MAG -
Wespe (motorfiets) -
Westend (band) -
Westendorf (Tirol) -
Karl Wetaschek -
Großer Widderstein -
Wiener Lokalbahnen (WLB) -
Wiener Philharmoniker -
Großes Wiesbachhorn -
Judith Wiesner -
Wildkogel -
Wijnbouw in Oostenrijk -
Wijnstreken in Oostenrijk -
Friedrich Wimmer -
Paul Wittgenstein -
WKB (motorfiets) -
Franz Wohlfahrt - 
Hugo Wolf

## Y
York (motorfiets)

## Z
Gerhard Zadrobilek - 
Zams - 
Karl Zaruba -
Joe Zawinul -
Peter Zeipelt -
Zell am Ziller - 
Zellberg - 
Carl Zeller -
Franz Zelwecker -
Dietmar Zeman -
Alexander Zemlinsky -
Zentralfriedhof -
Carl Michael Ziehrer -
Zillertal -
Zillertal Arena -
Zirl - 
Zöblen - 
Zuid-Beiers